# 간주리
간주리(干朱理, ?~557년)는 고구려의 반란자이다.

## 생애
환도성 세력의 사람으로 557년 겨울에 반역을 일으키다 죽임을 당했다. 그의 난은 태자 책봉과 중앙정치세력 재편 과정에서 생긴 환도성 세력들의 불만으로 인한 난이었을 것으로 추정된다.